# Breaking Bad/Staffel 3

## Handlung
Die Einwohner von Albuquerque sind immer noch wegen des Flugzeugabsturzes schockiert. Skyler möchte sich von Walter scheiden lassen, nachdem sie von seinen Drogengeschäften erfahren hat. Da beide sich einig sind, die wahren Hintergründe des Zerwürfnisses vor ihrem Sohn, aber auch vor Hank und Marie verbergen zu müssen, bleibt Skylers Verhalten für den Rest der Familie befremdend. Insbesondere Walter Junior, der zwischenzeitlich nur Flynn genannt werden möchte, gibt ihr die Schuld für die Trennung. Walter lehnt ein großzügiges Angebot von Gus ab und zieht sich zunächst aus dem Drogenmilieu zurück, damit er sich um seine Familie kümmern kann. Gegen Skylers Willen zieht er wieder zu Hause ein. Sie rächt sich, indem sie eine Affäre mit ihrem Chef Ted Beneke beginnt.
Jesse verlässt die Reha-Einrichtung, nachdem er seine Drogensucht zunächst besiegt hat. Mit Hilfe von Saul gelingt es ihm, seinen Eltern für einen Spottpreis sein ehemaliges Haus abzukaufen, das diese inzwischen renoviert und dann zum Verkauf gestellt hatten. Nachdem er sich mit Walter zerstritten hat, beschließt Jesse, auf eigene Faust Methamphetamin herzustellen, welches er mit Hilfe von Badger und Skinny Pete vertreiben will. Dabei setzt er wieder das Wohnmobil ein. Jesse hat weiterhin Schuldgefühle wegen des Todes von Jane.
Unterdessen haben sich zwei Cousins von Tuco über die mexikanische Grenze nach Texas schmuggeln lassen, wo sie eine Gruppe sie begleitender illegaler Einwanderer brutal ermorden. Die Cousins suchen ihren Onkel Hector auf, der ihnen mittels eines Ouija-Spielbrettes den Namen „Walter White“ mitteilt. In der Absicht, Walter zu ermorden, um Tucos Tod zu rächen, dringen sie in das Haus der Whites ein. Sie werden an ihrem Vorhaben aber in letzter Sekunde durch das Eingreifen von Gus gehindert, der Geschäftspartner des Kartells ist, für das die Mexikaner arbeiten. Gus signalisiert den Mexikanern, dass Walter vorläufig geschont werden müsse, weil er diesen weiterhin für die Herstellung von Methamphetamin benötige und er nicht akzeptieren könne, wenn seine Interessen im eigenen Einflussgebiet nicht gewahrt würden.
Von seinem Vorgesetzten wird Hank nahegelegt, seine Pflichten in El Paso wieder aufzunehmen. Er lehnt das aber mit dem Hinweis ab, im „Fall Heisenberg“ kurz vor einem Durchbruch zu stehen. Es gelingt ihm, eine kleine Menge blauen Meths zur Kassiererin einer Tankstelle zurückzuverfolgen, die die Drogen von Jesse als Bezahlung entgegengenommen hatte. Mithilfe des Überwachungsvideos eines an der Tankstelle installierten Geldautomaten kann Hank den Fahrzeugtyp von Jesses Wohnmobil identifizieren.
Walter wird von der Schule suspendiert, nachdem er im Unterricht wiederholt geistesabwesend erscheint und, von seiner Vorgesetzten Carmen zur Rede gestellt, versucht hat, diese zu küssen. Gustavo verstärkt seine Anstrengungen, Walter wieder für die Methamphetamin-Produktion zurückzugewinnen, indem er diesen und Jesse gegeneinander ausspielt. Jesse bietet seinem Lehrer 10 % aller zukünftigen Profite für dessen Einverständnis, ihn nach Walters Verfahren produzieren zu lassen, was dieser jedoch ablehnt und Jesse sowie Saul mitteilt, er werde stattdessen selber für Gustavo tätig werden. Als neuer Assistent wird ihm dafür der Chemiker Gale Boetticher zur Seite gestellt, mit dem er in einem sogenannten Superlabor arbeitet, das sich getarnt unter einer Industriewäscherei befindet und in dem laut Gustavo mindestens 200 Pfund Methamphetamin pro Woche produziert werden sollen. Die Vereinbarung ist zunächst auf drei Monate beschränkt und soll Walter drei Millionen Dollar einbringen. Er zieht aus dem Familienhaus wieder aus und hinterlässt Skyler die unterschriebenen Scheidungspapiere.
Hank überprüft die Zulassungen der in Frage kommenden Wohnmobile und gelangt so auf die Spur von Jesse. Er bittet zugleich um die Mithilfe von Walter, von dem er annimmt, dass ihn Jesse mit Marihuana versorgt hat. Aufgeschreckt kontaktiert Walter Saul, der ihm rät, das Wohnmobil verschwinden zu lassen. Ohne Jesse informieren zu können, fährt Walter das mobile Drogenlabor auf einen Schrottplatz, wo es zerlegt werden soll. Jesse vermutet, Walter wolle ihn hintergehen und folgt ihm wütend, nicht ahnend, dass er von Hank beschattet wird und diesen so zum Wohnmobil führt. Im Wohnmobil gefangen, belauschen Walter und Jesse ein Wortgefecht zwischen Hank und dem Schrotthändler, der dem Polizisten den Zutritt ohne Durchsuchungsbefehl verwehrt. Nur mithilfe einer von Walter ersonnenen Täuschung gelingt es ihm und Jesse, ihrer Falle zu entkommen: Hank erhält über Telefon die Nachricht, Marie sei in einen Autounfall verwickelt gewesen. Während er zum Krankenhaus eilt, um sich über ihren Zustand zu erkundigen, landet das Wohnmobil in der Schrottpresse.
Als Hank begreift, dass er getäuscht worden ist, fährt er zu Jesse und schlägt diesen krankenhausreif. Der Vorfall führt vorläufig zu Hanks Suspendierung. Unterdessen demonstrieren Tucos Cousins Gus durch mehrmaliges Erscheinen in dessen Fast-Food-Restaurant, dass sie endlich sein Einverständnis zur Tötung Walters erhalten möchten. Um sie von diesem Vorhaben erneut abzulenken, gibt Gus den beiden die Erlaubnis, den für Tucos Tod direkt verantwortlichen DEA-Agenten zu töten: Es handelt sich dabei um Hank.
Im Krankenhaus kündigt Jesse seinen Besuchern Walter und Saul an, nach seiner Entlassung weiter Methamphetamin herzustellen. Auf den Einwand, er stünde jetzt stärker unter Beobachtung und werde früher oder später erwischt werden, antwortet Jesse, dass er im Falle einer Verhaftung die Identität von „Heisenberg“ preisgeben und so seine eigene Freiheit erkaufen könne. Walter wird durch diese Drohung beunruhigt und täuscht Gus vor, dass die Zusammenarbeit mit Gale nicht funktioniere, um Jesse als seinen neuen Assistenten durchzusetzen. Die Einigung sieht vor, dass Jesse die Hälfte von Walters Anteil bekommt.
Tucos Cousins lauern Hank auf dem Parkplatz eines Supermarktes auf. In letzter Minute durch einen anonymen Telefonanruf gewarnt, kann Hank die beiden Mexikaner jedoch überwinden. Er tötet einen und verletzt den anderen schwer, wird selbst aber von mehreren Kugeln getroffen. Die ganze Familie versammelt sich im Krankenhaus, um Marie beizustehen. Diese macht Hanks Vorgesetztem Vorwürfe, seinen Mitarbeiter im Stich gelassen zu haben. Die Ärzte befürchten, dass Hank auf den Rollstuhl angewiesen bleiben wird. Als Marie sich um erfolgversprechende Therapien bemüht, erfährt sie, dass die Versicherung die Kosten nicht übernehmen wird. Daraufhin erklärt Skyler sich im Namen Walters bereit, die Rechnungen zu bezahlen. Um die Herkunft des Geldes zu plausibilisieren, behauptet sie, Walter habe es beim Black Jack gewonnen, nachdem er ein mathematisch sicheres Spielsystem entwickelt habe. Sein Doppelleben als Glücksspieler sei auch der Grund für ihre Trennung von ihm gewesen. Im Zwiegespräch teilt Skyler Walter ihren Verdacht mit, dieser sei für Hanks Zustand mitverantwortlich.
Gus lässt unterdessen im Krankenhaus den überlebenden Mexikaner beseitigen. Er wird von seinen Partnern in Mexiko bedroht, arrangiert aber auch deren Tötung. Walter erkennt nun, dass Gus die Fäden beim Angriff auf Hank gezogen hat, um einerseits Walter zu schützen, sich andererseits aber der Mexikaner entledigen zu können, auf deren Lieferungen er dank des leistungsstarken Drogenlabors in der Wäscherei nicht mehr angewiesen ist. Walter lässt Gus wissen, dass er dessen Ambitionen durchschaut habe, den Drogenmarkt im Südwesten der USA zu beherrschen. Die beiden vereinbaren, dass Walter ein ganzes Jahr für Gus arbeitet, dafür 15 Millionen Dollar bekommt und gleichzeitig für die Sicherheit von Walters Familie gesorgt wird.
Jesse gibt sich Walter gegenüber unzufrieden wegen des Arrangements mit Gus, da dieser mit dem hochwertigen Methamphetamin Profit einstreichen könne, der ein Vielfaches ihres Anteils betrage. Jesse macht im Labor absichtlich falsche Angaben, um den Überschuss an Methamphetamin auf eigene Faust verkaufen zu können. Nach einiger Zeit fällt Walter die Täuschung auf. Saul schlägt Walter vor, zur Geldwäsche in eine nahe gelegene Laser-Tag-Arena namens Lazer Base zu investieren, doch Skyler, die mehr und mehr zu Walters Komplizin wird, rät diesem, stattdessen die Autowaschanlage zu kaufen, in der er jahrelang gearbeitet hatte. Sie bietet sogar an, selbst in der Firma als Vertrauensperson einzusteigen und die Bücher zu „frisieren“. Als Walter einwendet, das Recht zur Aussageverweigerung sei bei geschiedenen Eheleuten nicht wirksam, teilt Skyler ihm mit, dass sie die Scheidungsunterlagen niemals eingereicht habe, sie also nach wie vor verheiratet sind. Hank verliert den Lebensmut und will das Krankenhaus nicht verlassen. Nach einer Wette mit Marie (schafft sie es, ihm eine Erektion zu verschaffen, muss er nach Hause gehen, wenn nicht bleibt er im Krankenhaus; sie schafft es in unter einer Minute) verlässt er die Klinik, sitzt jedoch noch im Rollstuhl.
Jesse setzt Badger und Skinny Pete ein, um in seiner Drogen-Selbsthilfegruppe das blaue Methamphetamin zu verkaufen. Bei einem Treffen der Gruppe lernt er Andrea kennen. Es stellt sich heraus, dass ihr jüngerer Bruder Tomas der Junge ist, der im Auftrag zweier Dealer Jesses Freund Combo getötet hatte. Jesse kündigt Walter an, die beiden für Gus arbeitenden Dealer ermorden zu wollen. Weil er Jesse vor der unvermeidlichen Rache von Gus schützen möchte, verrät Walter aber den Plan. Bei einem Treffen erzwingt Gus eine Versöhnungsgeste zwischen Jesse und den Dealern. Doch als Tomas kurz darauf ermordet wird, sucht Jesse eine tödliche Konfrontation mit den beiden Dealern. Bevor es zum Schusswechsel kommt, taucht unerwartet Walter auf und überfährt die Dealer brutal mit seinem Auto. Als einer der beiden sich noch rührt, erschießt Walter ihn.
Jesse flüchtet und versteckt sich in der Laser-Tag-Arena. Währenddessen will Walter mit Gus eine Vereinbarung aushandeln, die seine und Jesses Sicherheit gewährleistet. Dies scheint zu gelingen, doch steht Walter nun unter ständiger Beobachtung und bekommt zudem wieder Gale als Assistenten im Labor zugewiesen. Walter erkennt, dass er, sobald sein Assistent genügend Kenntnisse über die Herstellung des hochreinen Methamphetamins gesammelt haben wird, beseitigt und durch Gale ersetzt werden soll. Der untergetauchte Jesse rät Walter, sich der DEA zu stellen und als Kronzeuge gegen Gus zu fungieren, um für sich und seine Familie Zeugenschutz zu erhalten. Walter lehnt ab und schlägt stattdessen vor, mit Jesses Hilfe Gale eigenhändig zu ermorden. Dies würde Walter für Gus weiterhin unentbehrlich machen.
Bevor Walter seinen Plan in die Tat umsetzen kann, holen Gus’ Handlanger Mike und Victor ihn jedoch unter einem Vorwand in die Wäscherei. Um sein Leben zu retten, bietet Walter an, Jesse telefonisch aus seinem Versteck zu locken. Als Mike dieses Telefonat genehmigt, beauftragt Walter Jesse jedoch mit der sofortigen Tötung Gales. Mit dem Hinweis auf seine damit erneuerte Unentbehrlichkeit erreicht Walter vorläufig sein Überleben. Jesse erscheint kurz darauf zu Hause bei Gale, richtet die Waffe auf ihn und feuert einen Schuss ab.

## Besetzung und Synchronsprecher
| Hauptfigur                     | Darsteller         | Deutscher Sprecher |
| ------------------------------ | ------------------ | ------------------ |
| Walter „Walt“ White/Heisenberg | Bryan Cranston     | Joachim Tennstedt  |
| Jesse Pinkman                  | Aaron Paul         | Marcel Collé       |
| Skyler White                   | Anna Gunn          | Susanne von Medvey |
| Walter White, Jr.              | RJ Mitte           | Nico Mamone        |
| Hank Schrader                  | Dean Norris        | Lutz Schnell       |
| Marie Schrader                 | Betsy Brandt       | Gundi Eberhard     |
| Saul Goodman                   | Bob Odenkirk       | Michael Pan        |
| Gustavo "Gus" Fring            | Giancarlo Esposito | Frank-Otto Schenk  |

| Nebenfigur               | Darsteller             | Deutscher Sprecher        |
| ------------------------ | ---------------------- | ------------------------- |
| Mike Ehrmantraut         | Jonathan Banks         | Eberhard Haar             |
| Gale Boetticher          | David Costabile        | Uwe Büschken              |
| Jane Margolis            | Krysten Ritter         | Anja Stadlober            |
| Brandon „Badger“ Mayhew  | Matt L. Jones          | Tim Sander                |
| Skinny Pete              | Charles Baker          | Tobias Kluckert           |
| Christian „Combo“ Ortega | Rodney Rush            | Olaf Reichmann            |
| Steven Gomez             | Steven Michael Quezada | Sebastian Christoph Jacob |
| Ted Beneke               | Christopher Cousins    | Erich Räuker              |

## Episoden
Die Erstausstrahlung der dritten Staffel war vom 21. März bis zum 13. Juni 2010 auf dem US-amerikanischen Fernsehsender AMC zu sehen. Die deutschsprachige Erstausstrahlung der dritten Staffel wurde vom 10. Februar 2011 bis zum 5. Mai 2011 auf dem Pay-TV-Sender AXN gezeigt. Die Free-TV-Premiere sendet der Schweizer Sender SF zwei von dem 17. April 2011 bis zum 27. Juni 2011.
| Nr. (ges.) | Nr. (St.) | Deutscher Titel    | Originaltitel      | Erstausstrahlung USA | Deutschsprachige Erstausstrahlung (D) | Regie             | Drehbuch                          | Zuschauer (USA) |
| --- | --------- | ------------------ | ------------------ | -------------------- | ------------------------------------- | ----------------- | --------------------------------- | --------------- |
| 21 | 1         | No Mas             | No Mas             | 21. März 2010        | 10. Feb. 2011                         | Bryan Cranston    | Vince Gilligan                    | 1,954 Mio.      |
| Der Unfall hat große gesellschaftliche Folgen. Jesse beendet die Reha erfolgreich. Skyler konfrontiert Walter mit seinen Drogengeschäften und sucht eine Scheidungsanwältin auf. Walter lehnt einen neuen Deal mit Gus ab. |           |                    |                    |                      |                                       |                   |                                   |                 |
| 22 | 2         | Caballo sin nombre | Caballo Sin nombre | 28. März 2010        | 16. Feb. 2011                         | Adam Bernstein    | Peter Gould                       | 1,545 Mio.      |
| Walter versucht sich mit Skyler wieder zu versöhnen. Walter Jr. ist wütend auf seine Mutter. Jesse kauft seinen Eltern mit Sauls Hilfe das Haus seiner Tante ab. Saul lässt Skyler beobachten. Tucos Cousins werden davon abgehalten, Walter zu töten.                                                                                      |           |                    |                    |                      |                                       |                   |                                   |                 |
| 23 | 3         | Kopflosigkeit      | I.F.T.             | 4. Apr. 2010         | 23. Feb. 2011                         | Michelle MacLaren | George Mastras                    | 1,327 Mio.      |
| Walter zieht wieder Zuhause ein. Skyler will Walter aus dem Haus werfen lassen, möchte aber nicht, dass Walter Jr. ein schlechtes Bild von ihm bekommt. Gus schützt Walter vor Tucos Cousins. Skyler beginnt eine Affäre mit Ted, ohne es Walter zu verschweigen.                                                                           |           |                    |                    |                      |                                       |                   |                                   |                 |
| 24 | 4         | Grünes Licht       | Green Light        | 11. Apr. 2010        | 2. März 2011                          | Scott Winant      | Sam Catlin                        | 1,463 Mio.      |
| Walter will mit Ted abrechnen, wird aber von Saul aufgehalten. Jesse bezahlt mit blauem Meth und startet Geschäfte mit Gus, wobei Walter an Jesses Gewinn beteiligt wird. Hank soll wieder nach El Paso. Er schiebt das in Umlauf gebrachte Meth als Grund vor, um zu bleiben.                                                              |           |                    |                    |                      |                                       |                   |                                   |                 |
| 25 | 5         | Mas                | Mas                | 18. Apr. 2010        | 9. März 2011                          | Johan Renck       | Moira Walley-Beckett              | 1,613 Mio.      |
| Walter unterschreibt die Scheidungspapiere, nachdem er von Gus überzeugt wurde, in einem Labor für ihn zu arbeiten. Skyler kommen derweil Zweifel an ihrer Affäre. Gomez fährt anstelle von Hank nach El Paso. Hank, um den Marie besorgt ist, findet währenddessen eine neue Spur im Fall Heisenberg.                                      |           |                    |                    |                      |                                       |                   |                                   |                 |
| 26 | 6         | Sonnenuntergang    | Sunset             | 25. Apr. 2010        | 16. März 2011                         | John Shiban       | John Shiban                       | 1,642 Mio.      |
| Walter zieht um und tritt seinen neuen Job mit dem neuen Gehilfen Gale Boetticher an. Jesse baut sein eigenes Drogengeschäft auf. Hank findet das Wohnmobil auf einem Schrottplatz. Jesse und Walter locken ihn unter dem Vorwand, Marie läge im Krankenhaus, weg und verschrotten das Wohnmobil.                                           |           |                    |                    |                      |                                       |                   |                                   |                 |
| 27 | 7         | Eine Minute        | One Minute         | 2. Mai 2010          | 23. März 2011                         | Michelle MacLaren | Thomas Schnauz                    | 1,519 Mio.      |
| Hank schlägt Jesse krankenhausreif und wird vom Dienst suspendiert. Jesse schwört Rache. Walter engagiert ihn deshalb als neuen Gehilfen im Labor. Hank vertraut sich Marie an. Die Cousins versuchen Hank zu töten, dabei stirbt ein Cousin und Hank wird schwer verletzt.                                                                 |           |                    |                    |                      |                                       |                   |                                   |                 |
| 28 | 8         | Familienbande      | I See You          | 9. Mai 2010          | 30. März 2011                         | Colin Bucksey     | Gennifer Hutchison                | 1,780 Mio.      |
| Hank liegt mit kritischem Zustand im Krankenhaus. Walter, Skyler, Marie und Walter Jr. warten auf eine Nachricht der Ärzte. Jesse kann alleine nicht arbeiten, hat aber mit Walter eine Frist einzuhalten. Gus lässt währenddessen seine Konkurrenz und Tucos Cousin beseitigen.                                                            |           |                    |                    |                      |                                       |                   |                                   |                 |
| 29 | 9         | Kafkaesk           | Kafkaesque         | 16. Mai 2010         | 7. Apr. 2011                          | Michael Slovis    | Peter Gould & George Mastras      | 1,612 Mio.      |
| Walter bestätigt, ein Jahr lang für 15 Millionen Dollar bei Gus zu arbeiten. Jesse zweigt Meth ab und baut seinen eigenen Vertrieb auf. Hank braucht eine Therapie, die Kosten dafür soll Walter übernehmen, der das Geld laut Skyler beim Kartenzählen verdient hat.                                                                       |           |                    |                    |                      |                                       |                   |                                   |                 |
| 30 | 10        | Die Fliege         | Fly                | 23. Mai 2010         | 14. Apr. 2011                         | Rian Johnson      | Sam Catlin & Moira Walley-Beckett | 1,202 Mio.      |
| Walter hält eine Fliege im Labor für eine Kontaminierung und will erst wieder kochen, wenn diese beseitigt ist, dabei schlägt er sich den Kopf an. Als Walter und Jesse, der am darauf folgenden Tag hinzu kommt, die Jagd aufgeben wollen, erwischt Jesse die Fliege.                                                                      |           |                    |                    |                      |                                       |                   |                                   |                 |
| 31 | 11        | Offene Worte       | Abiquiu            | 30. Mai 2010         | 21. Apr. 2011                         | Michelle MacLaren | Thomas Schnauz & John Shiban      | 1,323 Mio.      |
| Skyler hat sich nicht von Walter scheiden lassen und möchte sich um seine Geldwäsche kümmern. Jesse lernt bei den anonymen Drogensüchtigen Andrea kennen. Ihr elfjähriger Bruder Tomas dealt und hat Combo erschossen. Hank will nicht aus dem Krankenhaus entlassen werden.                                                                |           |                    |                    |                      |                                       |                   |                                   |                 |
| 32 | 12        | Halbe Sachen       | Half Measures      | 6. Juni 2010         | 28. Apr. 2011                         | Adam Bernstein    | Sam Catlin & Peter Gould          | 1,191 Mio.      |
| Jesse versucht die zwei Dealer zu vergiften, die Tomas als Dealer und Mörder engagiert haben. Er wird von Gus aufgehalten, da diese für ihn arbeiten. Hank verlässt das Krankenhaus. Die Dealer töten Tomas. Jesse wird rückfällig und will die beiden endgültig beseitigen. Walter kommt ihm zuvor.                                        |           |                    |                    |                      |                                       |                   |                                   |                 |
| 33 | 13        | Nägel mit Köpfen   | Full Measure       | 13. Juni 2010        | 5. Mai 2011                           | Vince Gilligan    | Vince Gilligan                    | 1,556 Mio.      |
| Jesse ist auf der Flucht. Gale ist wieder eingestellt und soll bald Walters Posten übernehmen. Dieser will Gale töten, damit er, als einziger Meth-Koch, unabdingbar ist. Als Victor ihn jedoch spät abends in die Wäscherei holt, ruft er Jesse an, der den Job übernehmen muss. Daraufhin fährt Jesse zu Gales Wohnung und erschießt ihn. |           |                    |                    |                      |                                       |                   |                                   |                 |

## Rezeption

### Auszeichnungen
Emmyverleihung
* 2010: Emmy – Outstanding Lead Actor in a Drama Series – Bryan Cranston
- 2010: Emmy – Outstanding Supporting Actor in a Drama Series – Aaron Paul

Television Critics Association Awards
* 2010: TCA Award – Outstanding Achievement in Drama – Breaking Bad
Writers Guild of America Awards
* 2009: WGA Award – Best Episodic Drama – „Pilot“, Vince Gilligan
- 2012: WGA Award – Best Dramatic Series (an das ganze Autorenteam)
- 2012: WGA Award – Best Episodic Drama – „Box Cutter“, Vince Gilligan
- 2013: WGA Award – Best Dramatic Series (an das ganze Autorenteam)

Satellite Awards
* 2010: Satellite Award – Best Actor in a Drama Series – Bryan Cranston
- 2010: Satellite Award – Best Television Series, Drama – Breaking Bad

Sonstiges
* 2010: Saturn Award (Academy of Science Fiction, Fantasy & Horror Films) – Best Syndicated/Cable TV Series – Breaking Bad

### Kritiken
Staffel 3 erhielt ein sehr gutes Presseecho. So ermittelt der US-amerikanische Aggregator Metacritic eine „Grundsätzlich Wohlwollende“ Bewertung von 89/100 Punkten.

„Tatsächlich zeigt „Breaking Bad“ auf teurem 35-Millimeter-Film ein leuchtendes, fast mythisches Amerika, wie es der Fotograf William Eggleston in den Fünfzigerjahren auf Kodachrome festhielt. Es handelt vom Alltag der Provinz in seinen trotz aller Verwitterung unsterblichen Formen, dem Diner, der Wohnsiedlung, dem Flughafen, der Mall.“

‘Breaking Bad’ is as good as a show on this subject could possibly get, but the subject has its drawbacks. I like it, I admire it, but I can’t say I enjoy it.